# Wintersingen
Wintersingen là một đô thị thuộc huyện Sissach, bang Basel, Thụy Sĩ. Đô thị này có diện tích 6,95 km2, dân số thời điểm tháng 12 năm 2009 là 612 người. Đô thị này được đưa vào danh sách di sản quốc gia Thụy Sĩ.